# Cèl·lula sanguínia

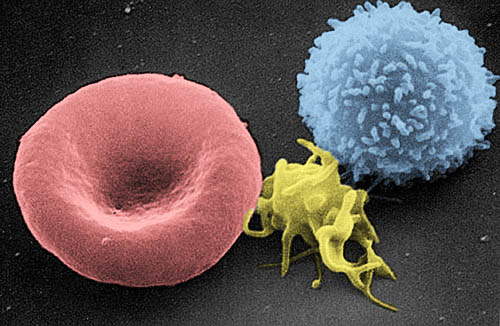
D'esquerra a dreta, eritròcit, plaqueta i leucòcit, en una imatge de microscopi electrònic de rastreig acolorida.

Una cèl·lula sanguínia o glòbul, també dit cèl·lula hematopoètica, hemòcit o hematòcit, és una cèl·lula produïda a través de l'hematopoesi i es troba principalment en la sang. Els principals tipus de cèl·lules sanguínies inclouen: 
- Glòbuls vermells (eritròcits)
- Glòbuls blancs (leucòcits)
- Plaquetes (trombòcits)

Junts, aquests tres tipus de cèl·lules sanguínies sumen un total del 45% del teixit sanguini per volum, amb el 55% restant del volum compost per plasma, el component líquid de la sang.

## Glòbuls vermells
Els glòbuls vermells o eritròcits, principalment transporten oxigen i recullen diòxid de carboni mitjançant l'ús d'hemoglobina. L'hemoglobina és una proteïna que conté ferro que li dona el seu color als glòbuls vermells i facilita el transport d'oxigen des dels pulmons als teixits i el diòxid de carboni des dels teixits als pulmons que s'exhala. Els glòbuls vermells tenen forma de disc i són deformables per a permetre'ls passar a través dels capil·lars estrets. Els glòbuls vermells són molt més petits que la majoria de les altres cèl·lules humanes.
Els glòbuls vermells es formen en la medul·la òssia vermella a partir de cèl·lules mare hematopoètiques en un procés conegut com a eritropoesi. En els adults, es produeixen aproximadament 2,4 milions de glòbuls vermells per segon. Els glòbuls vermells tenen una vida útil d'aproximadament 100 a 120 dies. Una vegada que han completat la seva vida útil, la melsa els elimina del torrent sanguini.
Els glòbuls vermells madurs són únics entre les cèl·lules del cos humà ja que manquen d'un nucli (encara que els eritroblastos tenen un nucli).
La condició de tenir molt pocs glòbuls vermells es coneix com a anèmia, mentre que tenir massa és policitèmia.

## Glòbuls blancs
Els glòbuls blancs o els leucòcits són cèl·lules del sistema immunitari involucrades en la defensa del cos contra malalties infeccioses i materials estranys. Es produeixen i deriven de cèl·lules multipotents en la medul·la òssia conegudes com a cèl·lules mare hematopoètiques. Els leucòcits es troben en tot el cos, incloent-hi la sang i el sistema limfàtic. Hi ha una varietat de tipus de glòbuls blancs que compleixen funcions específiques en el sistema immunitari humà. Els glòbuls blancs constitueixen aproximadament l'1% del volum sanguini.
Els glòbuls blancs es divideixen en granulòcits i agranulòcits, que es distingeixen per la presència o absència de grànuls en el citoplasma. Els granulòcits inclouen basòfils, eosinòfils, neutròfils i mastòcits. Els agranulòcits inclouen limfòcits i Monòcits.
La condició de tenir molt pocs glòbuls blancs és leucopènia, mentre que tenir massa és leucocitosi. Hi ha termes individuals per a la falta o excés de tipus específics de glòbuls blancs. El nombre de glòbuls blancs en circulació sol augmentar en la incidència d'infecció. Molts càncers hematològics es basen en la producció inadequada de glòbuls blancs.

## Plaquetes
Les plaquetes, o trombòcits, són fragments de cèl·lules clares de manera irregular, molt petits, de 2–3 µm de diàmetre, que es deriven de la fragmentació dels megacariòcits. La vida útil mitjana d'una plaqueta normalment és de 5 a 9 dies. Les plaquetes són una font natural de factors de creixement. Circulen en la sang dels mamífers i estan involucrats en l'hemostàsia, la qual cosa porta a la formació de coàguls de sang. Les plaquetes alliberen fibres similars a fils per a formar aquests coàguls.
Si el nombre de plaquetes és massa baix, pot produir-se un sagnat excessiu. No obstant això, si el nombre de plaquetes és massa alt, els coàguls sanguinis poden formar trombosis, que pot obstruir els vasos sanguinis i provocar esdeveniments com un accident cerebrovascular, un infart de miocardi, una embòlia pulmonar o el bloqueig dels vasos sanguinis en altres parts del cos, com les extremitats dels braços o cames. Una anomalia o malaltia de les plaquetes es diu trombocitopatia, que pot ser un nombre baix de plaquetes (trombocitopènia), una disminució en la funció de les plaquetes (trombastènia) o un augment en el nombre de plaquetes (trombocitosis). Hi ha trastorns que redueixen la quantitat de plaquetes, com la trombocitopènia induïda per heparina (HIT) o la porpra trombocitopènica trombòtica (TTP), que generalment causa trombosi o coàguls, en lloc de sagnat.
Les plaquetes alliberen una multitud de factors de creixement, inclòs el factor de creixement derivat de les plaquetes (PDGF), un potent agent quimiotàctic i TGF beta, que estimula la deposició de la matriu extracel·lular. S'ha demostrat que tots dos factors de creixement exerceixen un paper important en la reparació i regeneració dels teixits connectius. Altres factors de creixement associats amb la curació produïts per les plaquetes inclouen el factor de creixement de fibroblasts bàsic, el factor de creixement tipus insulina 1, el factor de creixement epidèrmic derivat de plaquetes i el factor de creixement endotelial vascular. L'aplicació local d'aquests factors en concentracions augmentades a través de plasma ric en plaquetes (PRP) s'ha utilitzat com un complement a la cicatrització de ferides durant diverses dècades.

## Hemograma complet
Un hemograma complet (CBC) és un panell de prova sol·licitat per un metge o un altre professional mèdic que brinda informació sobre les cèl·lules en la sang d'un pacient. Un científic o tècnic de laboratori du a terme les proves sol·licitades i proporciona al professional metge sol·licitant els resultats del CBC. En el passat, el comptatge de les cèl·lules en la sang d'un pacient es feia manualment, en veure una diapositiva preparada amb una mostra de la sang del pacient sota un microscopi. Avui dia, aquest procés generalment s'automatitza mitjançant l'ús d'un analitzador automatitzat, amb només aproximadament el 10-20% de les mostres que ara s'examinen manualment. Els recomptes anormalment alts o baixos poden indicar la presència de moltes formes de malaltia i, per tant, els recomptes sanguinis es troben entre les anàlisis de sang més comunament realitzades en medicina, ja que poden proporcionar una visió general de l'estat de salut general d'un pacient.

## Descobriment
En 1658, el naturalista holandès Jan Swammerdam va ser la primera persona a observar els glòbuls vermells sota un microscopi, i en 1695, el microscopista Antoni van Leeuwenhoek, també holandès, va ser el primer a dibuixar una il·lustració dels "corpuscles vermells", com se'n va dir. No es van descobrir més cèl·lules sanguínies fins a 1842 quan el metge francès Alfred Donné va descobrir les plaquetes. A l'any següent, els leucòcits van ser observats per primera vegada per Gabriel Andral, un professor de medicina francès, i William Addison, un metge britànic, simultàniament. Tots dos homes creien que tant els glòbuls vermells com els blancs estaven alterats en la malaltia. Amb aquests descobriments, es va establir l'hematologia, un nou camp de la medicina. Encara que els agents per a tenyir teixits i cèl·lules estaven disponibles, gairebé no es van aconseguir avanços en el coneixement de la morfologia de les cèl·lules sanguínies fins a 1879, quan Paul Ehrlich va publicar la seva tècnica per a tenyir pel·lícules de sang i el seu mètode per al recompte diferencial de cèl·lules sanguínies.